# Ла-Птит-Пьер (кантон)
Ла-Птит-Пьер (фр. La Petite-Pierre) — упразднённый кантон на северо-востоке Франции, в регионе Эльзас, департамент Нижний Рейн, округ Саверн. Площадь кантона Ла-Птит-Пьер составляла 196,2 км², количество коммун в составе кантона — 20, численность населения 10 366 человек (по данным INSEE, 2012), при средней плотности 53 жителя на квадратный километр (км²).

## Географическое положение
Кантон граничит на севере с кантоном Бич округа Саргемин департамента Мозель региона Лотарингия, на северо-востоке с кантоном Нидербронн-ле-Бен округа Агно, на востоке с кантоном Буксвиллер округа Саверн, на юге с кантоном Фальсбур округа Сарбур департамента Мозель региона Лотарингия и на западе с кантоном Дрюлинген округа Саверн.

## История
Кантон был основан 4 марта 1790 года в ходе учреждения департаментов как часть бывшего «района Страсбург».
Некоторое время спустя он оказался в составе вновь созданного округа «район Сарр-Юнион». С созданием округов 17 февраля 1800 года, кантон с 1801 года снова переподчинён, на этот раз в качестве составной части округа Саверн.
В составе Германской империи с 1871 по 1919 год не было разбивки на кантоны и не существовало «округа Цаберн (Саверн)», а была единая имперская провинция Эльзас-Лотарингия без разбиений на города и общины.
С 28 июня 1919 года кантон Ла-Птит-Пьер снова стал частью округа Саверн.
С 1940 по 1945 год территория была оккупирована гитлеровской Германией.
До административной реформы 2015 года в состав кантона входило 20 коммун. По закону от 17 мая 2013 и декрету от 18 февраля 2014 года количество кантонов в департаменте Нижний Рейн уменьшилось с 44 до 23. Новое территориальное деление департаментов на кантоны вступило в силу во время выборов 2015 года. После реформы кантон был упразднён.

## Консулы кантона
| Период    | Консул           | Должность           |
| --------- | ---------------- | ------------------- |
| 1982—2008 | Philippe Richert | Сенатор             |
| 2008—2015 | Gaston Dann      | Мэр коммуны Фромюль |

## Состав кантона
До марта 2015 года кантон включал в себя 20 коммун:
| Код INSEE | Коммуна          | Французское название | Почтовый индекс | Площадь, км² | Население (2013) | Плотность, чел/км² |
| --------- | ---------------- | -------------------- | --------------- | ------------ | ---------------- | ------------------ |
| 67126     | Эркартсвиллер    | Erckartswiller       | 67290           | 10,46        | 308              | 29,5               |
| 67133     | Эшбур            | Eschbourg            | 67320           | 14,05        | 500              | 35,6               |
| 67148     | Фромюль          | Frohmuhl             | 67290           | 1,64         | 185              | 112,8              |
| 67198     | Энсбур           | Hinsbourg            | 67290           | 3,28         | 116              | 35,4               |
| 67265     | Лиштенберг       | Lichtenberg          | 67340           | 12,12        | 559              | 46,1               |
| 67273     | Лор              | Lohr                 | 67290           | 10,41        | 500              | 48,0               |
| 67370     | Петерсбак        | Petersbach           | 67290           | 8,88         | 657              | 74,0               |
| 67371     | Ла-Птит-Пьер     | La Petite-Pierre     | 67290           | 19,57        | 633              | 32,4               |
| 67373     | Пфальзвеэр       | Pfalzweyer           | 67320           | 2,23         | 318              | 142,6              |
| 67381     | Пюбер            | Puberg               | 67290           | 4,91         | 342              | 69,7               |
| 67392     | Рэпертсвиллер    | Reipertswiller       | 67340           | 19,21        | 904              | 47,1               |
| 67413     | Ростег           | Rosteig              | 67290           | 7,69         | 585              | 76,1               |
| 67454     | Шёнбур           | Schoenbourg          | 67320           | 5,06         | 438              | 86,6               |
| 67475     | Спарсбак         | Sparsbach            | 67340           | 13,58        | 256              | 18,9               |
| 67483     | Стрют            | Struth               | 67290           | 4,12         | 253              | 61,4               |
| 67491     | Тиффенбак        | Tieffenbach          | 67290           | 5,03         | 280              | 55,7               |
| 67524     | Ветерсвиллер     | Weiterswiller        | 67340           | 7,91         | 556              | 70,3               |
| 67535     | Виммено          | Wimmenau             | 67290           | 20,76        | 1132             | 54,5               |
| 67538     | Винжен-сюр-Модер | Wingen-sur-Moder     | 67290           | 17,37        | 1588             | 91,4               |
| 67559     | Зиттерсайм       | Zittersheim          | 67290           | 7,92         | 237              | 29,9               |

В результате административной реформы в марте 2015 года кантон был упразднён. Коммуны переданы в состав вновь созданного кантона Ингвиллер.